# Corcorax
Corcorax là một chi chim trong họ Corcoracidae.